# 두암동
두암동(斗岩洞)은 광주광역시 북구의 법정동이다.
면적 3.59㎢, 인구 5만 2253명(2008)이다. 광주광역시 북구에 속한다. 동쪽은석곡동, 서쪽은 우산동과 접하고, 남쪽은 풍향동과 동구 산수동, 북쪽은문화동·문흥동과 경계를 이룬다. 

## 연혁
조선시대의 광주군 두방면(斗坊面) 지역으로, 1914년 행정구역 통폐합에 따라 월동리와 각화리 일부를 합하여 두암리라고 하고 서방면에 편입하였다. 1955년 광주시에 편입되고, 1957년 동(洞)제 실시에 따라 두암동이 되어 문흥동·각화동과 함께 문화동 관할이 되었다. 1985년 문화동에서 분동되었고, 1989년 두암동이 두암1·2동으로 분동되었으며, 1995년에는 두암1동이 두암1·3동으로 분동되어 오늘에 이른다.
- 1914. 4. 1 : 조선총독부의 행정구역 통페합에 따라 오치면 문산, 송정, 용주리 서양면 신흥리, 두방면 각화리 각 일부는 서방면 문흥리가 되고, 두방면 각화리, 오치면 문산리 각 일부가 서방면 각화리가 됨
- 1935.10. 1 : 광산군 서방면 각화리가 됨. 광주읍이 광주부로 승격돼 광주군은 광산군이 됨
- 1955. 7. 1 : 광주시 풍향출장소 관할 문흥.각화동이 됨 광주시지역 확장에 따라 광산군 서방면이 광주시로 편입되면서 주민들의 편의를 위해 풍향출장소를 설치함
- 1957.12. 2 : 본청직할의 문화동이 됨. 122개 동을 51개 운영동으로 축소함에 따라 문흥.각화.두암동은 문화동 관할 법정동이 됨
- 1961. 3.10 : 북부 출장소 관할이 됨
- 1973. 7. 1 : 구 제도에 따라 문화동은 동구 관할이 됨
- 1980. 4. 1 : 동구 관할의 문화동은 신설된 북구 관할이 됨
- 1985.11. 1 : 두암동이 문화동에서 분리됨
- 1986.11. 1 : 광주시가 광주직할시로 승격되어 광주직할시 북구 두암동이 됨
- 1989. 5.11 : 두암동이 두암1동, 두암2동으로 분동
- 1995. 3. 1 : 급속한 인구증가로 두암1동이 두암1동, 두암3동으로 분동

## 상세
법정동인 두암동은 행정동인 두암1·2·3동으로 이루어져 있다. 두암이라는 지명은 두암동 서쪽 길가에 말머리처럼 생긴 큰 바위가 있어 이를 두암(斗岩)이라고 한데서 유래되었다. (이 바위를 칭하는 두암의 순우리말인 말바우는 말바우시장 어원의 유래이기도 하다.)
옛 지명으로 거치들골·밤실골·삼정골·좁은골·참팽이골·무냉깃재·솔시암· 독시암·오리재 등과 두암마을·월동마을·삼정마을·송강마을·밤실마을 등의 자연마을이 있다. 
인근 문화동으로 가는 동문로를 따라 전문 가구점이 늘어선가구의 거리가 있다.
국민건강보험공단·한국통신 동광주전화국·광주병원·동강대학·동일실업고등학교·노인복지회관등이 있고, 재래시장인 두암시장과 동아시장이 있다. 
문화재로는 무진고성지(광주기념물 16)가 있고, 통일신라 때의 것으로 추측되는 반지하식 터널형 토기요지(土器窯址), 군왕봉 북서쪽 기슭 해발고도 150m 지점에 있는 미륵사 절터의 불당골 폐사지, 김유신(金庾信)이 배향된 장렬사, 고려시대 조적의 난을 평정한 김목경과 더불어 김일손(金馹孫)·김광립(金光立)이 배향된 두암사 등의 문화유적이 있다.

## 주거
광주광역시 동부 관문에 위치하며, 1980년대부터 시작된 택지개발로 신흥 아파트 단지가 조성되었다. 
| 단지명                | 건설사                | 시행사                  | 주소                   | 입주        | 비고               |
| --------------------- | --------------------- | ----------------------- | ---------------------- | ----------- | ------------------ |
| 두암지구 중흥S-클래스 | 중흥종합건설㈜        | (합)중흥토건            | 북구 탁영로 33         | 2006년 2월  |                    |
| 두암 모아미래도       | 모아건설산업㈜        | 모아건설산업㈜          | 북구 삼정로 20         | 2003년 3월  |                    |
| 두암 현대1차          | 고려산업개발㈜        | 고려산업개발㈜          | 북구 삼정로 108        | 1998년 1월  |                    |
| 두암 현대2차          | 현대산업개발          | 대창운수㈜ 현대산업개발 | 북구 동문대로86번길 55 | 2000년 12월 | 구 대창운수 차고지 |
| 두암 라인동산         | 동산건설㈜ ㈜라인건설 | 동산건설㈜ ㈜라인건설   | 북구 삼정로 112        | 1995년 11월 |                    |
| 율곡타운              | 삼능건설㈜            | 대한주택공사            | 북구 삼정로 7          | 1993년 12월 |                    |
| 두암주공 2단지        | 광주고속㈜ 건설사업부 | 대한주택공사            | 북구 삼정로 7          | 1992년 12월 | 국민임대           |
| 두암주공 3단지        | 금호건설              | 대한주택공사            | 북구 삼정로 50         | 1994년 3월  |                    |
| 두암주공 4단지        | 금광기업㈜            | 대한주택공사            | 북구 삼정로 10         | 1993년 12월 | 국민임대           |

## 교육
- 문화초등학교
- 두암초등학교
- 삼정초등학교
- 풍향초등학교
- 두암중학교
- 신광중학교

## 유적
- 장렬사
- 두암사

## 유통
- 홈플러스 메가푸드마켓 동광주점

## 의료
- 광주병원

## 교통
- 문화동 시외버스정류소